# Norman Quijano

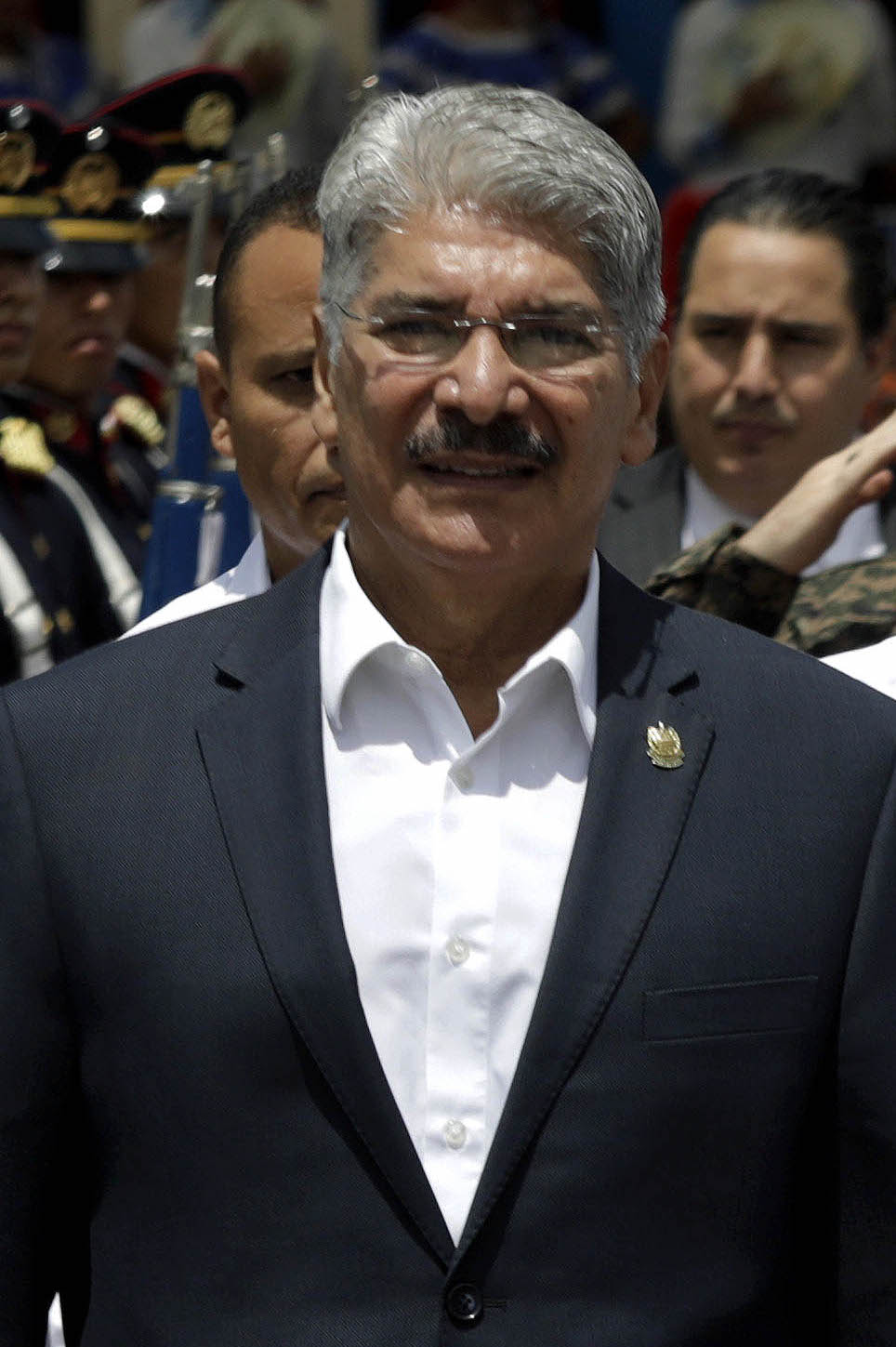
Norman Quijano, 2018

Norman Noel Quijano González (* 2. November 1946 in Santa Ana) ist ein salvadorianischer Politiker (ARENA). Er war von 2009 bis 2015 Bürgermeister der Hauptstadt San Salvador. Bei der Präsidentschaftswahl 2014 war er der Kandidat seiner Partei.
Norman Quijano schloss sein Studium der Zahnmedizin an der Universidad de El Salvador 1977 mit dem Doktor ab. Er bildete sich zum Spezialisten für Kiefer- und Gesichtschirurgie weiter. Später belegte er noch einen postgradualen Kurs in Lokalverwaltung und Dezentralisierung am Instituto Centroamericano de Administración de Empresas (INCAE).
Von 1989 bis 1994 war er in der Stadtverwaltung von San Salvador unter dem Bürgermeister Armando Calderón Sol für Sozialpolitik zuständig. Anschließend war er für fünf aufeinanderfolgende Legislaturperioden Mitglied des salvadorianischen Parlaments (Asamblea Legislativa). 2009 wurde er zum Bürgermeister von San Salvador gewählt. Für die Wahl 2014 nominierte ihn seine Partei zum Präsidentschaftskandidaten. Er unterlag im zweiten Wahlgang Salvador Sánchez Cerén von der linken FMLN mit 49,89 zu 50,11 Prozent.